# Commander Keen
Commander Keen alias Billy Blaze er en helt i en serie af computerspil af samme navn, hvor han redder galaksen. Serien er lavet af id Software og Apogee Software fra slutingen af 1990 til et stykke ind i 1991. Han gjorde senere et mislykket comeback til Game Boy Color. Keen og universet omkring ham er skabt af computerspildesigneren Tom Hall.
Selv om Keen kun er et barn på 8 år er han yderst klog og det siges at han har en IQ på 314.
Han er som regel iført en lilla t-shirt, jeans, røde gummisko og en gul og grøn amerikansk fodbold-hjelm han har lånt fra sin bror. I et enkelt spil går han dog i pyjamas og sutsko.

## Gameplay
Spillene er klassiske platformspil, hvor man får point ved at samle alle former for slik. Man kan skyde monstrene med en strømpistol. Der er dog nogle fjender, der kun bliver lammet i kort tid eller ligefrem angriber, hvis man skyder på dem. I Keen Dreams er strømpistolen erstattet med gasgranater, som lammer de angribende grøntsager i en kort periode. I de første 3 spil er Keen en ikke særlig bevægelig figur. Men i Episode 4, 5 og 6 er han meget mere dynamisk og kan klatre på rør og stiger og han kan også svømme. I alle spillene optræder Keens kænguru-stylte som får ham til hoppe længere.

## Serier
Spilserien Commander Keen var opdelt i 2 hovedserier og 2 enkeltstående spil:
Commander Keen – Invasion of the Vorticon Trilogy
- Episode 1: Marooned on Mars
- Episode 2: The Earth Explodes
- Episode 3: Keen Must die

Commander Keen – Goodbye Galaxy
- Episode 4: Secret of the Oracle
- Episode 5: The Armageddon Machine

Enkeltstående spil
- Episode 6: Alien Ate My Babysitter, hvor Keen skal redde sin babysitter fra nogle aliens.
- Keen Dreams

## Efterfølger
En ny serie ved navn The Universe is Toast! var planlagt til udgivelse i julen 1992.
Projektet blev dog aflyst fordi id Software valgte at fokusere på Wolfenstein 3D.

## Ekstern henvisning/kilde
Commander Keen fanside Arkiveret 21. juni 2006 hos  Wayback Machine